# Колобнев, Иван Филиппович
Колобнев Иван Филиппович (20 июля 1896 — 4 января 1975) — учёный в области материаловедения.

## Биография
Родился в селе Хованщина Епифанского района Тульской области. Окончил МВТУ им. Н.Э. Баумана (1930), кандидат технических наук (1936), доктор технических наук (1961), профессор (1963).
С 1935 по 1936 работал инженером на Кольчугинском заводе по обработке цветных металлов. В 1936 году перешёл на работу во Всесоюзный институт авиационных материалов, где впоследствии стал начальником научного сектора высокопрочных и жаропрочных литейных алюминиевых сплавов. Проработал В ВИАМ до 1974 года.

## Научная деятельность
Внёс существенный вклад в металловедение, теорию и практику разработки высокопрочных и жаропрочных литейных алюминиевых сплавов. Высокопрочные и жаропрочные литейные алюминиевые сплавы ВАЛЮ, В124, АЛЗЗ, АЦР1У были применены в изделиях С. П. Королева, М. К. Янгеля, В. Н. Челомея и П. Д. Грушина, Дубнинского машиностроительного завода.
Автор более 100 научных трудов, в том числе четырёх монографий, около 40 соавторских свидетельств на изобретения.

## Семья
Его сын Колобнев Николай Иванович — дтн, также сотрудник ВИАМ.

## Награды и премии
- 2 ордена Трудового Красного Знамени (в том числе 16.09.1945)
- 2 ордена «Знак Почёта»
- медали
- Государственная премия СССР (1972)
- Заслуженный деятель науки и техники РСФСР (1964)

## Публикации
- Колобнев Иван Филиппович. viam.ru. Дата обращения: 28 октября 2012. Архивировано 18 декабря 2012 года.